# Preboreal
Preboreal è un singolo del gruppo musicale tedesco The Ocean, pubblicato il 17 gennaio 2023 come primo estratto dal decimo album in studio Holocene.

## Descrizione
Si tratta di un brano prevalentemente melodico caratterizzato da una lunga introduzione elettronica composta da sintetizzatore, vibrafono e ottoni e un finale più sostenuto. Il titolo fa inoltre riferimento al Preboreale, primo periodo dell'Olocene, rappresentando di fatto una prosecuzione del brano Holocene tratto da Phanerozoic II: Mesozoic / Cenozoic.
Il testo, scritto dal chitarrista Robin Staps, è ispirato al saggio La società dello spettacolo di Guy Debord, definito «profetico» da Staps «alla luce della nostra attuale società di Instagram e YouTube dominata dalle immagini, dove la mera rappresentazione sta sostituendo il contenuto reale e il pensiero critico si perde lungo la strada».

## Video musicale
In concomitanza con il lancio del singolo il gruppo ha reso disponibile il relativo video, un'animazione realizzata da Dana Schechter e composta da figure geometriche ispirate alla copertina di Holocene.

## Tracce
Testi di Robin Staps, musiche di Robin Staps e Peter Voigtmann.
Download digitale
1. Preboreal – 5:04

Download digitale – remix
1. Preboreal (Nathan Fake Rework) – 7:26

## Formazione
Hanno partecipato alle registrazioni, secondo le note di copertina di Holocene:
Gruppo
- Loïc Rossetti – voce
- Paul Seidel – batteria, vibrafono
- Mattias Hägerstrand – basso
- Peter Voigtmann – tastiera, percussioni, arrangiamento
- Robin Staps – chitarra, voce, arrangiamento
- David Ramis Åhfeldt – chitarra

Altri musicisti
- Fritz Mooshammer – tromba, corno
- Steve Thompson – trombone

Produzione
- Robin Staps – produzione, registrazione (Oceanland 2.0)
- Peter Voigtmann – registrazione (Die Mühle)
- David Åhfeldt – registrazione (Oceanland 2.0)
- Loïc Rossetti – registrazione (Oceanland 2.0)
- Steve Thompson – registrazione trombone
- Chris Edrich – produzione vocale
- Karl Daniel Lidén – missaggio, mastering
- Martin Kvamme – artwork, impaginazione
- Stefan Alt – artwork, impaginazione